# Bahnstrecke Ängelsberg–Kärrgruvan
| Bahnhof Norberg | |                                                         |                                                         |
| Streckennummer: | Bandel 226 |                                                         |                                                         |
| Streckenlänge: | Ängelsberg–Kärrgruvan: 18 km Norberg–Klackberg: 4,4 km                                                                  |                                                         |                                                         |
| Spurweite: | Kärrgruvan–Trättsbo: 1853–1856: 891 mm (nach anderen Quellen 901 mm), Gesamtstrecke: 1856–1876: 1188 mm, danach 1435 mm |                                                         |                                                         |
| Stromsystem: | Ängelsberg–Snyten seit 5. Dez. 1956: 16 kV 16 1/3 Hz ~                                                                  |                                                         |                                                         |
| Maximale Neigung: | 22 ‰ |                                                         |                                                         |
| Minimaler Radius: | 600 m |                                                         |                                                         |
| Streckengeschwindigkeit: | Ängelsberg–Snyten: 40 km/h                                                                                              |                                                         |                                                         |
| | |                                                         |                                                         |
| \| \| \| Bahnstrecke Klackberg–Fagersta von Fagersta \| \| \| \| \| Bahnstrecke Krylbo–Kärrgruvan von Krylbo C \| \| \| \| 4,4 \| Klackberg \| 182 m ö.h. \| \| \| \| \| \| \| \| 17,9 \| Kärrgruvan \| Kärrgruvan \| \| \| \| Schmalspurstrecke bis 1876 \| \| \| \| 16,9 \| Spännarhyttan \| Spännarhyttan \| \| \| 16,3 \| Hackspettbacken \| Hackspettbacken \| \| \| \| Schmalspurstrecke bis 1876 \| \| \| \| \| Schmalspurstrecke bis 1876 \| \| \| \| 15,093 \| Mimerfältet (Mimerlaven) \| Mimerfältet (Mimerlaven) \| \| \| 1,9 \| Östanmossens gruva \| Östanmossens gruva \| \| \| 1,2 \| Eskilsbacken \| Eskilsbacken \| \| \| 0,8 \| Storgruvan \| Storgruvan \| \| \| \| \| \| \| \| 0,0 14,7 \| Norberg früher Bahnhof \| Norberg früher Bahnhof \| \| \| \| Norbergsån \| \| \| \| 12,3 \| Rosendal (1940–1962) \| Rosendal (1940–1962) \| \| \| \| Trättsbo \| \| \| \| \| Schmalspurstrecke bis 1876 \| \| \| \| 10,9 \| Livsdal (1940–1962) \| Livsdal (1940–1962) \| \| \| 10,4 \| Mauritsbacke (1940–1962) \| Mauritsbacke (1940–1962) \| \| \| 8,0 \| Högfors früher Bahnhof \| Högfors früher Bahnhof \| \| \| 7,2 \| Fallbron (bis 1962) \| Fallbron (bis 1962) \| \| \| 6,3 \| Blomdalstäkt (1940–1962) \| Blomdalstäkt (1940–1962) \| \| \| \| Schmalspurstrecke bis 1876 \| \| \| \| 5,3 \| Snytsbo (bis 1962) \| Snytsbo (bis 1962) \| \| \| \| Godsstråket genom Bergslagen von Avesta Krylbo \| \| \| \| 4,1 \| Snyten \| Snyten \| \| \| \| Godsstråket genom Bergslagen nach Fagersta C \| \| \| \| \| Schmalspurstrecke bis 1876 \| \| \| \| 1,4 \| Engelsbergs bruk (1899–1958) \| Engelsbergs bruk (1899–1958) \| \| \| 1,1 \| Engelsbergs bruk (1940–1962) \| Engelsbergs bruk (1940–1962) \| \| \| \| Stockholm–Västerås–Bergslagens Järnvägar von Fagersta C \| \| \| \| 0,0 \| Ängelsberg \| Ängelsberg \| \| \| \| Stockholm–Västerås–Bergslagens Järnvägar nach Ramnäs \| \| \| \| \| \| \| \| Quellen: [2][3] \| \| \| \| | |                                                         |                                                         |
| Strecke (außer Betrieb) | | Bahnstrecke Klackberg–Fagersta von Fagersta             | Bahnstrecke Klackberg–Fagersta von Fagersta             |
| Strecke (außer Betrieb) · Strecke (außer Betrieb) | | Bahnstrecke Krylbo–Kärrgruvan von Krylbo C              | Bahnstrecke Krylbo–Kärrgruvan von Krylbo C              |
| Bahnhof (Strecke außer Betrieb) · Strecke (außer Betrieb) | 4,4 | Klackberg                                               | 182 m ö.h.                                              |
| Abzweig geradeaus und nach links (Strecke außer Betrieb) · Abzweig geradeaus und von rechts (Strecke außer Betrieb) | |                                                         |                                                         |
| Strecke von links (außer Betrieb) · Strecke nach rechts (außer Betrieb) · Kopfbahnhof Strecke bis hier außer Betrieb | 17,9 | Kärrgruvan                                              | Kärrgruvan                                              |
| Strecke (außer Betrieb) · Strecke von links (außer Betrieb) · Abzweig geradeaus und ehemals nach rechts | | Schmalspurstrecke bis 1876                              | Schmalspurstrecke bis 1876                              |
| Strecke (außer Betrieb) · Strecke (außer Betrieb) · ehemalige Blockstelle | 16,9 | Spännarhyttan                                           | Spännarhyttan                                           |
| Strecke (außer Betrieb) · Strecke (außer Betrieb) · ehemaliger Haltepunkt / Haltestelle | 16,3 | Hackspettbacken                                         | Hackspettbacken                                         |
| Strecke (außer Betrieb) · Abzweig ehemals geradeaus und von links · Strecke nach rechts | | Schmalspurstrecke bis 1876                              | Schmalspurstrecke bis 1876                              |
| Strecke (außer Betrieb) · Abzweig geradeaus und ehemals nach links · Strecke von rechts (außer Betrieb) | | Schmalspurstrecke bis 1876                              | Schmalspurstrecke bis 1876                              |
| Strecke (außer Betrieb) · ehemalige Blockstelle · Strecke (außer Betrieb) | 15,093 | Mimerfältet (Mimerlaven)                                | Mimerfältet (Mimerlaven)                                |
| Blockstelle (Strecke außer Betrieb) · Strecke · Strecke (außer Betrieb) | 1,9 | Östanmossens gruva                                      | Östanmossens gruva                                      |
| Blockstelle (Strecke außer Betrieb) · Strecke · Strecke (außer Betrieb) | 1,2 | Eskilsbacken                                            | Eskilsbacken                                            |
| Blockstelle (Strecke außer Betrieb) · Strecke · Strecke (außer Betrieb) | 0,8 | Storgruvan                                              | Storgruvan                                              |
| Strecke nach links (außer Betrieb) · Abzweig geradeaus und ehemals von rechts · Strecke (außer Betrieb) | |                                                         |                                                         |
| Haltepunkt / Haltestelle · Strecke (außer Betrieb) | 0,0 14,7 | Norberg früher Bahnhof                                  | Norberg früher Bahnhof                                  |
| Brücke über Wasserlauf · Strecke (außer Betrieb) | | Norbergsån                                              | Norbergsån                                              |
| ehemaliger Haltepunkt / Haltestelle · Strecke (außer Betrieb) | 12,3 | Rosendal (1940–1962)                                    | Rosendal (1940–1962)                                    |
| Strecke · Blockstelle (Strecke außer Betrieb) | | Trättsbo                                                | Trättsbo                                                |
| Strecke nach links · Abzweig ehemals geradeaus und von rechts | | Schmalspurstrecke bis 1876                              | Schmalspurstrecke bis 1876                              |
| ehemaliger Haltepunkt / Haltestelle | 10,9 | Livsdal (1940–1962)                                     | Livsdal (1940–1962)                                     |
| ehemaliger Haltepunkt / Haltestelle | 10,4 | Mauritsbacke (1940–1962)                                | Mauritsbacke (1940–1962)                                |
| Haltepunkt / Haltestelle | 8,0 | Högfors früher Bahnhof                                  | Högfors früher Bahnhof                                  |
| ehemaliger Haltepunkt / Haltestelle | 7,2 | Fallbron (bis 1962)                                     | Fallbron (bis 1962)                                     |
| ehemaliger Haltepunkt / Haltestelle | 6,3 | Blomdalstäkt (1940–1962)                                | Blomdalstäkt (1940–1962)                                |
| Strecke von links (außer Betrieb) · Abzweig geradeaus und ehemals nach rechts | | Schmalspurstrecke bis 1876                              | Schmalspurstrecke bis 1876                              |
| Strecke (außer Betrieb) · ehemaliger Haltepunkt / Haltestelle | 5,3 | Snytsbo (bis 1962)                                      | Snytsbo (bis 1962)                                      |
| Strecke (außer Betrieb) · Abzweig geradeaus und von links | | Godsstråket genom Bergslagen von Avesta Krylbo          | Godsstråket genom Bergslagen von Avesta Krylbo          |
| Strecke (außer Betrieb) · Bahnhof | 4,1 | Snyten                                                  | Snyten                                                  |
| Strecke (außer Betrieb) · Abzweig geradeaus und nach rechts | | Godsstråket genom Bergslagen nach Fagersta C            | Godsstråket genom Bergslagen nach Fagersta C            |
| Strecke nach links (außer Betrieb) · Abzweig geradeaus und ehemals von rechts | | Schmalspurstrecke bis 1876                              | Schmalspurstrecke bis 1876                              |
| ehemalige Blockstelle | 1,4 | Engelsbergs bruk (1899–1958)                            | Engelsbergs bruk (1899–1958)                            |
| ehemaliger Haltepunkt / Haltestelle | 1,1 | Engelsbergs bruk (1940–1962)                            | Engelsbergs bruk (1940–1962)                            |
| Abzweig geradeaus und von rechts | | Stockholm–Västerås–Bergslagens Järnvägar von Fagersta C | Stockholm–Västerås–Bergslagens Järnvägar von Fagersta C |
| Bahnhof | 0,0 | Ängelsberg                                              | Ängelsberg                                              |
| Strecke | | Stockholm–Västerås–Bergslagens Järnvägar nach Ramnäs    | Stockholm–Västerås–Bergslagens Järnvägar nach Ramnäs    |
| | |                                                         |                                                         |
| Quellen: | |                                                         |                                                         |

Die Bahnstrecke Ängelsberg–Kärrgruvan ist eine eingleisige Eisenbahnstrecke in der historischen schwedischen Provinz Västmanland im heutigen Västmanlands län. Sie führt von Ängelsberg über Norberg nach Kärrgruvan und wurde von der Norbergs järnvägsaktiebolag erbaut und betrieben.
Die Strecke wird in Schweden als Norbergs järnväg (NJ) oder Norbergsbanan bezeichnet.

## Geschichte

### Norbergs järnvägsaktiebolag
Die Konzession für die Bahnstrecke wurde das erste Mal am 21. Dezember 1850 an die Norbergs järnvägsaktiebolag vergeben. Die Konzession beschrieb eine schmalspurige Bahn für Norbergs Gruvbolag mit einer Spurweite von 891 mm. Mit dem Bau der Bahn wurde Fredrik Sundler beauftragt.
Die vorläufige Betriebsaufnahme erfolgte am 1. Dezember 1853 auf dem Streckenabschnitt zwischen Kärrguvan und Trättsbo. Der Verkehr während der Bauphase wurde mit der ersten in Schweden gebauten Lokomotive, der Förstlingen von Munktells Mekaniska Verkstad in Eskilstuna, durchgeführt.

### Norbergs Nya Järnvägsaktiebolag
Nach einem Konkurs, der im Zusammenhang mit dem falsch konstruierten Gleisbau stand, wurde eine neue Gesellschaft, die Norbergs Nya Järnvägsaktiebolag gegründet. Diese übernahm am 19. Juni 1855 die Konzession mit der ungewöhnlichen Spurweite von 1188 mm, die vier svenska fot (deutsch schwedische Fuß) entsprach.
Der Abschnitt Kärrgruvan–Trättsbo wurde umgespurt und die gesamte Strecke nach Ängelsberg für den öffentlichen Verkehr am 27. Juni 1856 eröffnet.

## Normalspur
Am 1. Januar 1876 wurde der Bahnbetrieb eingestellt, um die Strecke auf Normalspur mit 1435 mm umzubauen. Dabei wurde ein großer Teil der Strecke zwischen Engelsbergs bruk und Kärrgruvan auf einem neuen, veränderten Planum angelegt. Die Wiedereröffnung erfolgt am 30. August 1876. Im Zusammenhang mit der Verbreiterung der Spur baute die Stockholm–Västerås–Bergslagens Järnvägar (SWB) einem Anschluss nach Ängelsberg. Zuvor wurde das Erz vom Norbergsfältet nach Ängelsberg über den See Åmänningen und weiter mit Pramen über den Strömsholm-Kanal zum Mälaren gebracht.
Die Betriebsführung für die Strecke wurde von 1876 an von Stockholm–Västerås–Bergslagens Järnvägar (SWB) übernommen. Die vom schwedischen Staat errichtete Bahnstrecke Krylbo–Mjölby schloss ab 1900 im Bahnhof Snyten an.

## Verkauf an SWB
1922 übernahm SWB die Norbergs Nya Järnvägsaktiebolag. Damit endete die Geschichte der Norbergs Nya Järnvägsaktiebolag als selbstständige Aktiengesellschaft.

## Verstaatlichung
SWB wiederum wurde im Rahmen der allgemeinen Eisenbahnverstaatlichung 1944 vom Staat übernommen. Sie blieb noch ein Jahr eine staatliche Gesellschaft mit gleichem Namen und wurde 1945 in Statens Järnvägar (SJ) integriert.

## Betriebseinstellung
Der Personenverkehr auf der Strecke endete am 1. November 1962. Flüssiges Eisen wurde noch von 1974 bis 1981 zwischen Spännarhyttan und Surahammars bruk transportiert.
Der Güterverkehr zwischen Snyten und Kärrgruvan wurde am 1. April 1990 eingestellt, da die Grube und die dazugehörige Eisenindustrie stillgelegt wurde.

## Betrieb heute
Der Streckenabschnitt Snyten–Ängelsberg wird von Trafikverket für den Umleitungsverkehr zwischen der Godsstråket genom Bergslagen und dem Bergslagspendeln (einer Bahnverbindung zwischen Ludvika und Kolbäck über Smedjebacken und Fagersta) bei Verkehrsstörungen oder Streckenarbeiten verwendet. Der Streckenteil Snyten–Kärrgruvan wurde nicht stillgelegt. 
Nach einer längeren Zeit ohne Betrieb auf der Strecke begann Engelsbergs Norberg Järnvägshistoriska förening (ENJ) im August 2003, die Relation Ängelsberg–Kärrgruvan im Sommer mit Museums-Schienenbussen zu befahren. Trafikverket suchte dafür einen neuen Eigentümer. Gegen die 2013 beschlossene Einstellung der Unterhaltungsarbeiten hat Länsstyrelsen i Västmanlands län Einspruch eingelegt.
Das 2016 gegründete Unternehmen Norbergs Järnväg AB hat die Strecke zwischenzeitlich übernommen und mit einem Schwellentausch begonnen. Auf dem Abschnitt nach Ängelsberg, der bei Trafikverket verblieb, wurden ebenfalls die Gleise gewechselt.